# Steinenbergturm
Der Steinenbergturm ist ein Aussichtsturm auf dem Steinenberg (am südlichen Schönbuchrand) in Tübingen.

## Geschichte

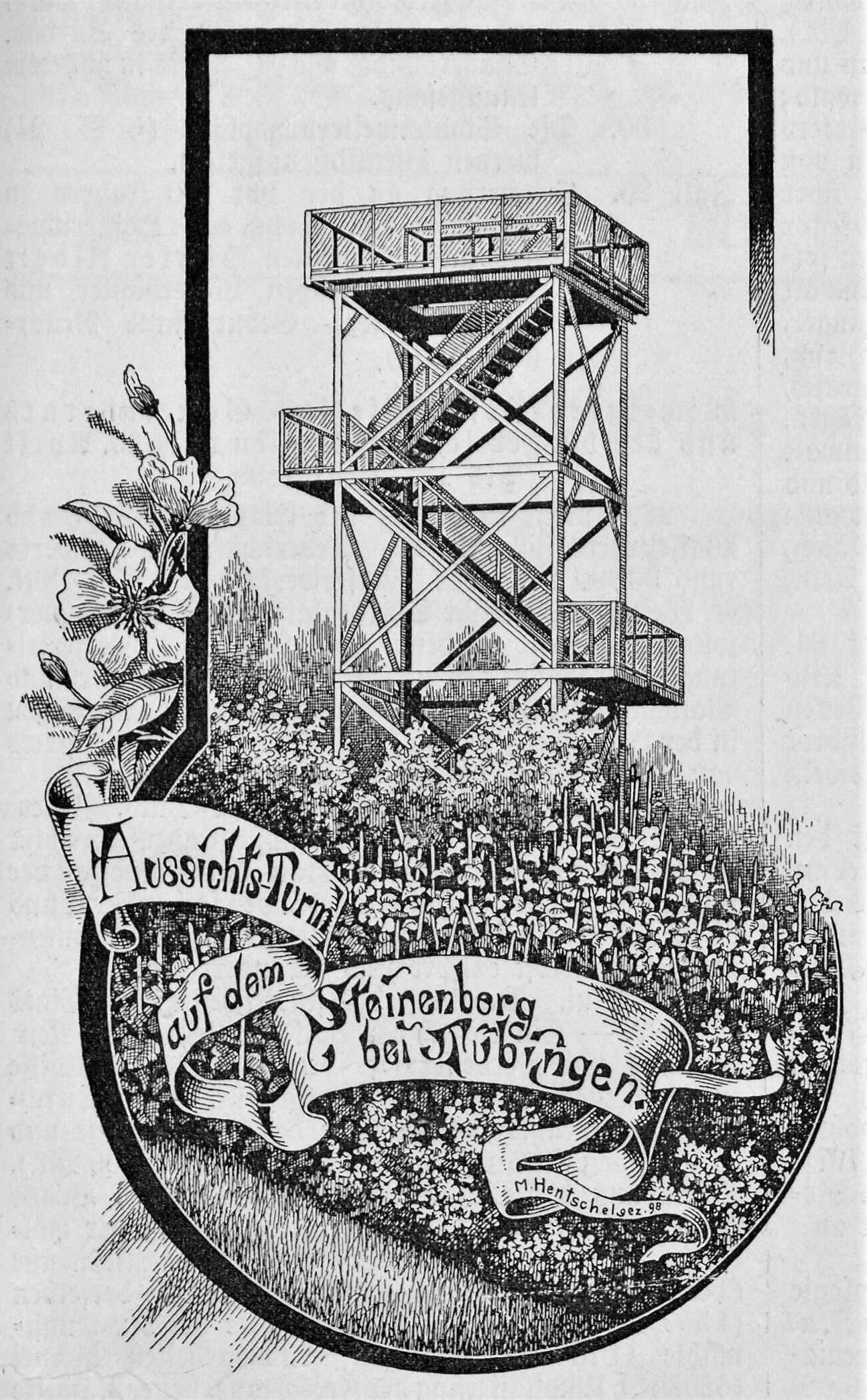
Steinenbergturm (Zeichnung, 1898)

Steinenbergturm

Steinenbergturm ist ein 12 m hoher Aussichtsturm in Stahlfachwerkbauweise auf dem 492 m ü. NHN hohen Steinenberg. Er wurde 1898 im Auftrag des Verschönerungsvereins Tübingen errichtet. Der Turm wurde auf dem dort früher aufgeschütteten Aussichtshügel aufgestellt, da der Hügel ständig verwachsen war und seine angestrebte Funktion nicht erfüllen konnte. Er wurde von dem gebürtigen Tübinger Oberbaurat Edmund Friedrich Autenrieth aus Stuttgart entworfen, der aus Dankbarkeit zum Ehrenmitglied des Vereins unter dem Vorstand von Prof. Lorey ernannt wurde. Den Bau des Turms leitete der Tübinger Regierungsbauführer Maier. Die Eisenkonstruktion des Turms wurde von Gebrüdern Wagner aus Kirchentellinsfurt, die Maurerarbeiten vom Tübinger Werkmeister Letsche ausgeführt. Die Treppe war mit hölzernen Stufen ausgestattet. Die Gesamtkosten, einschließlich des Kaufes eines angrenzenden Weinbergs, durch den ein Weg heraufgeleitet wurde, betrugen rund 2.600 ℳ.
Der Turm, der zu seinem 100. Jubiläum 1998 aus den Mitteln der Tübinger Kulturstiftung saniert wurde, ist permanent zugänglich.

## Geographische Lage
Der Steinenbergturm steht rund 2 km nordwestlich der Tübinger Innenstadt und erhebt sich etwas über die östlich auf der Morgenstelle (ca. 433 m ü. NHN) stehenden Gebäude der Eberhard Karls Universität Tübingen.
Man erreicht ihn zu Fuß von Norden über einen Waldrandweg von der Schnarrenbergstraße aus, von der Bushaltestelle BG-Unfallklinik aus sind es ca. 600 Meter, oder von Osten von den Kliniken aus über einen Fußweg und einen direkten Wiesenpfad.

## Aussichtsmöglichkeit
Der Turm verfügt über eine geräumige Aussichtsplattform, die sich auf der Höhe 504 m ü. NHN befindet. Sie ermöglicht einen Rundblick über Tübingen, sowie auf einige südliche Schönbuchberge, zur Wurmlinger Kapelle,  zur Schwäbischen Alb und zum Schwarzwald.